# Paso Copahue
Paso Copahue es un paso fronterizo entre la República Argentina y República de Chile, se encuentra dentro de la provincia del Neuquén y muy próximo a las Termas de Copahue a tan solo 5 km, del lado chileno se encuentra el valle de Trapa Trapa, donde habitan pobladores indígenas, la altura del paso es de 2.012 m s. n. m., el relieve es montañoso y el paso atraviesa la Cordillera de los Andes, se encuentra del lado argentino un destacamento de Gendarmería Nacional, el paso es transitado únicamente a pie y con animales equinos, por tratarse de una senda. La temperatura máxima en verano es de 15° Grado Celsius y de hasta -20° en invierno.